# Abbaye de Trizay
Ne doit pas être confondu avec Prieuré de Trizay.
L’abbaye de Trizay (parfois orthographiée Trisay) est une ancienne abbaye cistercienne, fondée au XIIe siècle par les moines de l'abbaye de Pontigny, sur le territoire de la commune de Bournezeau, en Vendée. Elle a été transformée en exploitation agricole au XIXe siècle.
À ne pas confondre avec le prieuré de Trizay, situé à Trizay, en Charente-Maritime et appelé traditionnellement « abbaye de Trizay », bien qu'il ne s'agisse que  d'un prieuré bénédictin.

## Histoire

### Fondation
La date de fondation de l'abbaye est incertaine. Suivant les sources, elle remonte à 1117, 1125 ou 1132. Elle est fondée par des donations d’Hervé de Mareuil, Geoffroy de Tiffauges, Pierre L'Evêque à Dom Guichard, abbé de Pontigny à l’instigation de Guillaume, évêque de Poitiers. L'église abbatiale est consacrée le 15 août 1145.
Suivant la coutume cistercienne, l'abbaye est bâtie dans une petite vallée, les moines tirant leur subsistance de la proximité de l'eau. En l'occurrence, il s'agit du Lay. L'abbaye est située sur un des points de traversée du fleuve, d'où son nom de Sancta Maria de vado Trisagii" (« Sainte Marie du gué de Trizay »).

### Prospérité
Les religieux vivaient de l'agriculture et de leur maîtrise de l'irrigation comme l'atteste l’ouvrage d'un de ses moines, Dom Le Rouge, Les Principes du Cultivateur. Ils posséderont jusqu'à 100 hectares de terres, des fermes, des bois. L'abbaye est assez prospère pour fonder vers 1156 une abbaye-fille sur l'île de Ré, l'abbaye Notre-Dame-des-Châteliers.

### Les destructions
L'abbaye souffre de la guerre de Cent Ans : la salle capitulaire est détruite, ainsi que le cloître. Durant les guerres de Religion, les ravages sont encore plus importants. En 1568, le châtelain protestant Jean Bras de Fer saccage l'abbaye. Elle ne s'en remettra pas. En 1575, la vie monastique est rétablie, mais les destructions et les pillages continuent.
Une restauration d'ampleur est menée, comme dans de très nombreuses abbayes commendataires, à partir de 1770, par l'abbé René-Claude de La Roche Saint-André comme l'atteste le fronton de la façade sud qui indique DLBP ANNO 1770 mais la Révolution en empêche l'achèvement.

### La Révolution
À la Révolution, il ne reste que cinq moines à l'abbaye. Celle-ci est dissoute et les moines chassés. Mais de nombreuses personnes se cachent dans les bâtiments durant la Terreur, notamment le marquis de la Coudraye et le curé Desplobains. Pendant la guerre de Vendée, elle n'est pas épargnée. Les bâtiments restants sont transformés en exploitation agricole au XIXe siècle.

## Architecture et description
Deux états des lieux nous sont parvenus : le bilan des saccages dus aux protestants, daté de 1570, et l'inventaire des biens de 1790. Beaucoup de bâtiments ont disparu : moulin, colombier, petites et grandes écuries, chapelles latérales, grange basse. Ceux qui restent ont, à l'exception de l'aile conventuelle et du chœur de l'église, perdu de leur hauteur d'origine. Le réseau hydraulique a été identifié ainsi que le canal d'amenée d'eau et les fondations du moulin emporté par la crue de 1770. 
L'abbaye de Trizay est inscrite à l'inventaire complémentaire des monuments historiques depuis le 10 avril 1989. Les éléments protégés sont l’ancienne église abbatiale, les restes de l'aile est du bâtiment des moines, un bâtiment du XVIIIe siècle au sud et le sol de l'ancien cloître. C'est une propriété privée qui a appartenu à Patrick et Diane Cottencin-Debailleux, qui ont commencé sa restauration, jusqu'à l'année 2019.

## Filiations et dépendances
Sœur de l'Abbaye de l'Étoile à Archigny (Vienne), l'abbaye de Trizay est fille de Pontigny, une des cinq maisons-mères de l'ordre cistercien, et mère de l'abbaye des Châteliers située sur l'île de Ré.
Elle possédait propriétés, hôtels, dépendances,  métairies, moulins, rentes et terrages sur dix-huit paroisses : Bournezeau, Champagne les Marais, Corpe, Mareuil, Les Pineaux, Puymaufrais, Les Redoux, La Réorthe, Rosnay, Sainte Hermine, Saint Jean de Beugne, Saint Juire, Saint Mesmin, Saint Ouen Des Gats, Saint Vincent Fort du Lay, Le Simon et La Vineuse.

## Galerie

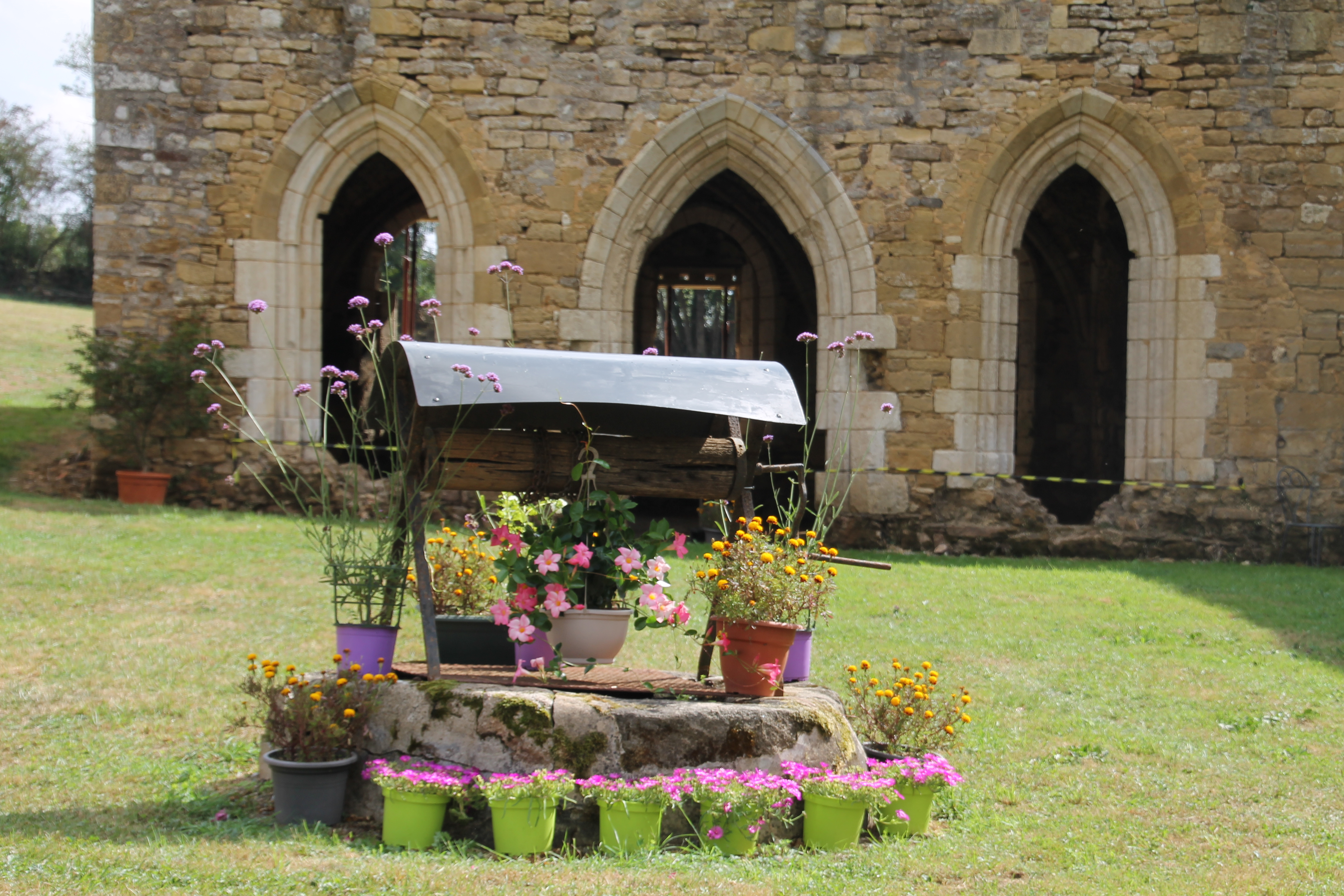
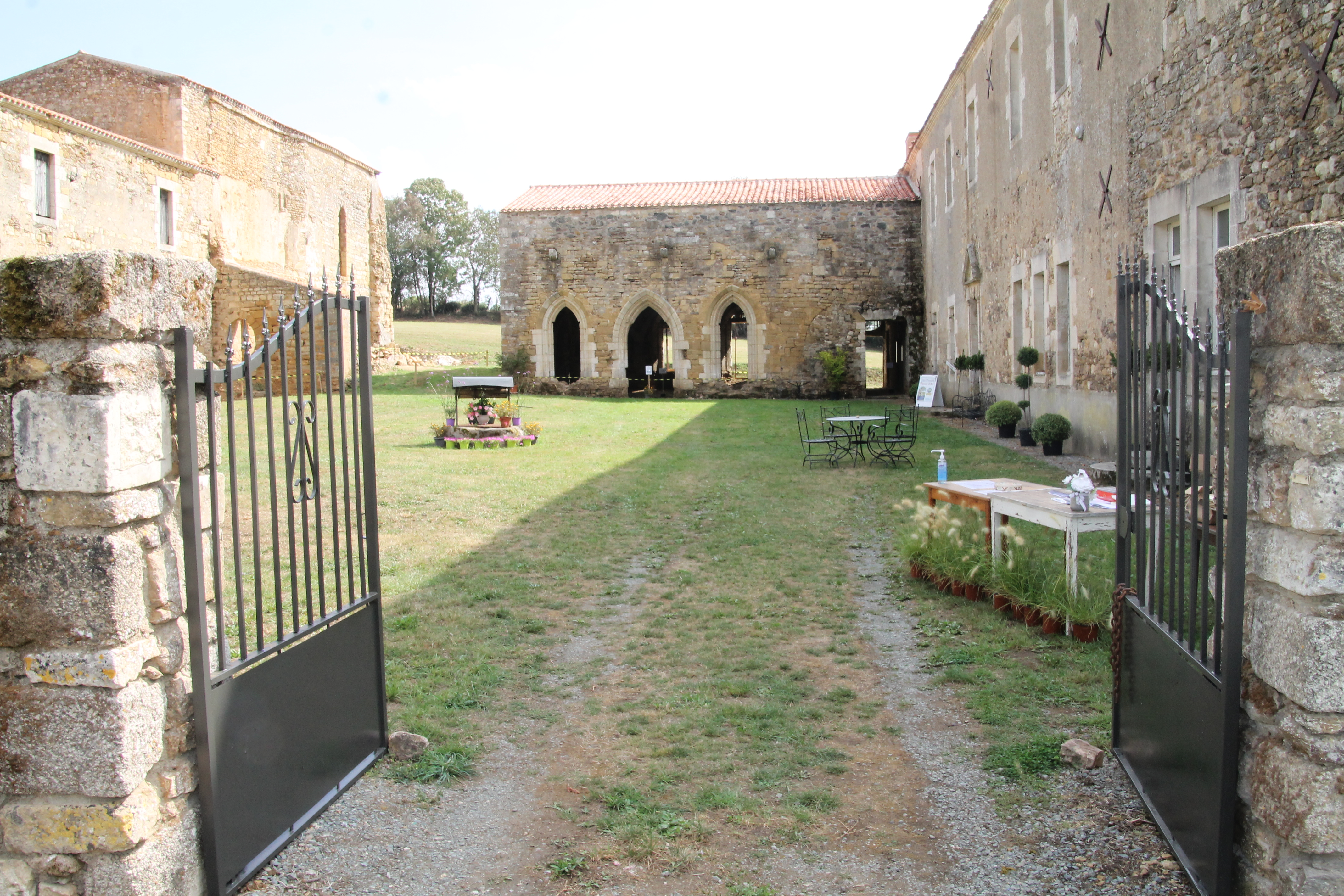
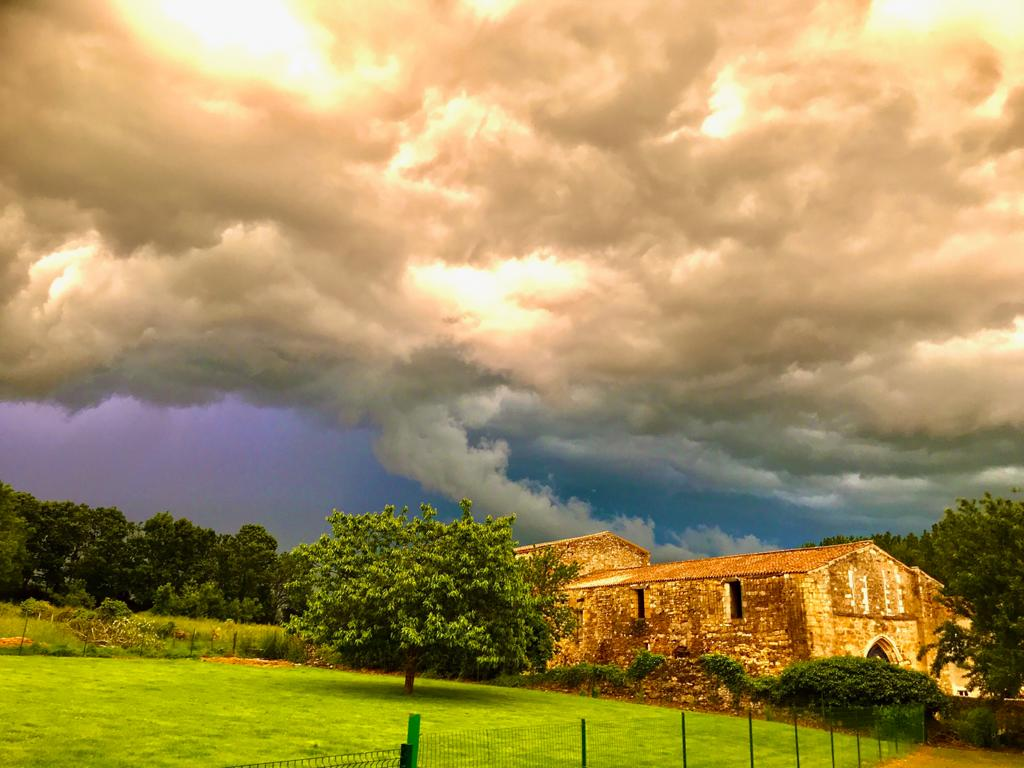
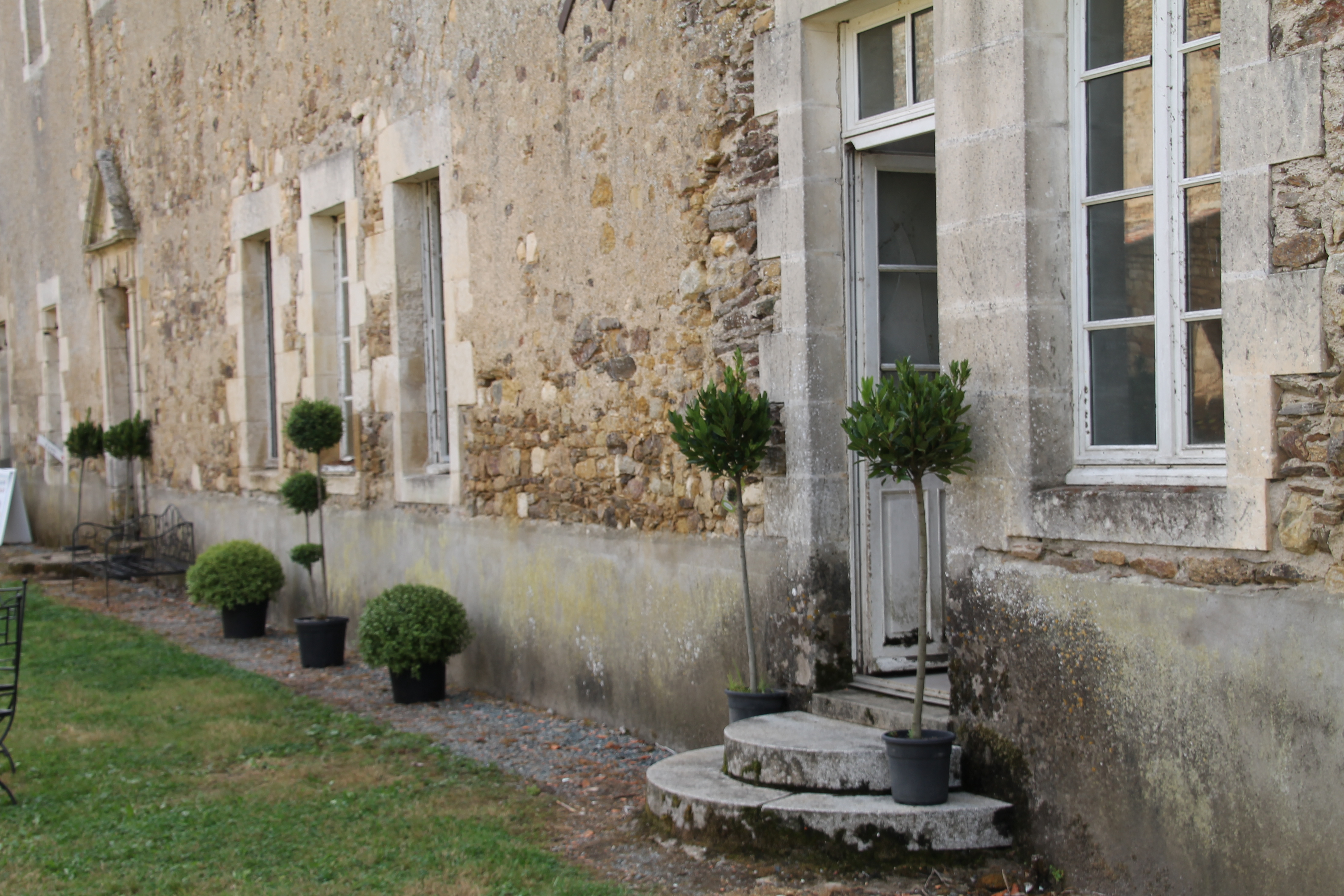